# Gloomhaven
Gloomhaven ist ein Fantasy-Brettspiel mit Rollenspiel-Elementen, das durch Crowdfunding-Kampagnen des Entwicklers Isaac Childres realisiert wurde. Merkmal des Spiels ist auch, dass einige Entscheidungen der Spieler zu dauerhaften Veränderungen im Spielgeschehen führen („Legacy-Mechanismus“).
Gloomhaven wurde im Jahr 2017 veröffentlicht. Das Spiel wurde international für Umfang und Qualität beachtet und zudem mit mehreren Preisen ausgezeichnet.

## Spielwelt
Gloomhaven spielt in einer Fantasy-Welt, in der die Spieler die Rolle individuell motivierter Söldner übernehmen. In dieser Welt leben vielerorts Menschen, aber es gibt auch andere Rassen, etwa die Inox, eine eher rohe Rasse, oder die Orchids, eine kontemplative, magische Rasse. Diese leben teilweise in friedlicher Ko-Existenz, aber auch in offenen oder unterschwelligen Konflikten.
Die Figuren treffen sich in einer Schenke der fiktiven Stadt Gloomhaven und werden durch eine wohlhabende Händlerin mit einem ersten Auftrag versorgt, für dessen Bewältigung die Stadt in das nahegelegene Umland verlassen werden muss. Ab der ersten Mission werden weitere Orte und Aufgaben erspielt. Die Stadt liegt an der Händlerbucht des Nebelmeers, zwischen dem Siechensumpf und dem Totenhain. Zur Spielwelt gehören auch das Wächtergebirge im Südwesten, der Dolchwald im Nordosten und der Kupferkamm im Norden.

## Spielmechanismen
Jeder der Spieler (1–4) verfügt über einen individuellen Charakter mit eigenen Spielwerten und Fähigkeiten. Dieser wird durch eine Kunststoff-Miniatur dargestellt, die auf einem modularen Spielplan positioniert wird. Dieser Spielplan ist durch Hex-Felder unterteilt, in denen sich auch die Gegner und Gegenstände befinden. Entscheidungen und Errungenschaften der Spieler werden über alle Teile des Spiels hinweg erhalten, sodass einige Entscheidungen beständige Veränderungen in der Handlung ergeben.
Die Spieler sammeln durch besondere Aktionen – nicht, wie in Rollenspielen verbreitet, durch das einfache Besiegen der Gegner – Erfahrungspunkte und Gold, welches in Verbesserungen der Ausrüstung investiert werden kann. Jeder Charakter kann bis zur Stufe 9 aufsteigen, die Gegner werden entsprechend stärker. Allerdings zieht jeder Spieler eine Aufgabe für seine Figur, mit deren Erfüllung diese Figur in den „Ruhestand“ geht und aus dem Spiel tritt. Der Spieler kann dann eine andere Figur wählen und mit dieser das Spiel fortsetzen.
Als „Dungeon-Crawler“ sind Kämpfe elementarer Bestandteil Gloomhavens. Diese werden per Spielkarten ausgefochten, dabei haben Gegner und jeder der Spieler jeweils eigene Karten, die in klassenspezifische Sets aufgeteilt sind. Für Spieler und Gegner gibt es jeweils „Ability cards“ (Fähigkeiten-Karten) und „Attack modifier cards“ (Angriffs-Modifikatoren-Karten). Während die Modifikatoren den Schaden am Gegner verändern, also erhöhen, senken oder negieren, sind die Fähigkeiten komplex und hochgradig unterschiedlich. Fähigkeiten können einfache Bewegungen oder Angriffe, aber auch Zauber oder besondere Angriffe sein, die etwa nur in bestimmten Situationen ihre volle Wirkung entfalten. Die Fähigkeitskarten der Spieler haben jeweils einen oberen und einen unteren Bereich. Pro Zug werden zwei Karten gespielt, dabei kann jeweils eine Handlung aus dem oberen und aus dem unteren Bereich ausgeführt werden. Spielcharaktere können lediglich mit einer begrenzten Anzahl an Karten in ein Szenario starten, allerdings erhöht sich die Menge, aus denen die individuelle Zahl der Karten ausgewählt wird.

## Spielumfang
Die zweite Auflage von Gloomhaven umfasst neun Kilogramm an Spielmaterial, die 17 Charaktere mit jeweils eigenen Miniatur-Figuren aus Kunststoff und eigenem Karten-Deck, 34 unterschiedliche Gegnertypen mit ebenfalls eigenen Spielkarten und jeweils mehreren Papp-Aufstellern beinhalten. Darüber hinaus besteht Gloomhaven aus 13 Papp-Aufstellern für Endgegner, 155 Kärtchen für die Raumgestaltung und 240 Gegner-Papp-Aufsteller, sowie 30 doppelseitig bedruckten Bodenplänen. Insgesamt beinhaltet Gloomhaven etwa 1.700 Spielkarten. Diese können in 95 Szenarien des Grundspiels gespielt werden. Etwa 50 dieser Szenarien ergeben die Haupt-Quest, die anderen Szenarien sind fakultativ und können zudem auch mehrfach gespielt werden. Frei verfügbar sind zudem mehrere Einzelspieler-Missionen, die allerdings erst dann gespielt werden sollen, wenn die Charaktere ein bestimmtes Niveau erreicht haben.

## Finanzierung und Entwicklung
Gloomhaven wurde am 2. September 2015 in einer Kickstarter.com-Kampagne vorgestellt. Diese Kampagne hatte den Zielbetrag von 70.000 US-Dollar, der zum Ende des Kampagnen-Zeitraumes um ein Vielfaches übertroffen wurde. Am 30. September hatten 4.904 Unterstützer 386.104 $ zusammengetragen – bereits in den ersten 12 Stunden des Projektes wurden 50.000 $ investiert. Im Zuge der Finanzierung über das eigentliche Ziel hinaus wurden 27 von 28 „Zusatz-Zielen“ der Kampagne erreicht, die in aufsteigender Folge durch erreichte Geldsummen durch die Unterstützer verdient wurden. Darunter sind etwa aufwändigere Spielmaterialien und zusätzliche, auch fan-geschaffene Inhalte. Die Auslieferung der ersten Auflage erfolgte Anfang 2017. Auf Grund positiver und internationaler Resonanz wurde dann am 4. April 2017 eine weitere Kampagne auf Kickstarter.com initiiert. Der diesmal auf 100.000 US-Dollar festgesetzte Zielbetrag wurde binnen 5 Minuten erreicht, insgesamt wurden in dieser Kampagne 3.999.795 $ von 40.642 Unterstützern aufgebracht. Inhaltlich wurden diverse Einzelheiten angepasst, etwa das Regelwerk umformuliert oder die Anzeige für Lebens- und Erfahrungspunkte der Charaktere neu entworfen.
Auf der Website des Herstellers Cephalofair wurden ab Januar 2015 sieben Blog-Einträge veröffentlicht, in denen Entwicklung und Entstehung Gloomhavens – englisch in 147 easy steps ‚in 147 einfachen Schritten‘ – dargestellt sind. Maßgebliche Aspekte beispielsweise sind Möglichkeiten zur interaktiven Gestaltung einer Handlung gegenüber einem linearen Narrativ, Aspekte der Rollenspiel-Gestaltung ohne Spielleiter und die Abwägung zwischen einem Würfel- oder einem Karten-basierten Spielsystem.

## Rezeption
„Gloomhaven verzichtet auf Würfel und arbeitet auf innovative Art mit mehreren Kartendecks, um die Helden und Gegner zu steuern sowie den Schaden in Kämpfen zu bestimmen. Jeder einzelne Zug wird hierbei zu einem kleinen Puzzle, um ein gutes, gemeinsames Ergebnis zu erzielen.“

„Ich könnte mich seitenlang über die vielen Kleinigkeiten auslassen, die in das Spiel so integriert sind, dass man sie von der Spielmechanik nicht bemerkt, weil sie logisch sind, keinen Zusatzaufwand bedeuten und absoluten Spaß bereiten, jedoch würde ich vermutlich kein Ende finden und am Ende steht nach wie vor ein Ausnahmespiel, welches seinesgleichen sucht. Ohne wenn und aber, ich habe für mich den heiligen Gral der Dungeon Crawler gefunden.“

„Overall [...] the game is really something special. Here's what I keep coming back to: Gloomhaven was designed by one guy and published without the backing of a major board game publisher. That's insane — and that it all fits together into a cohesive whole is even more impressive.
I've played a lot of dungeon crawl board games, but Gloomhaven has quickly become my new favorite. The game gives you a giant world to explore, and its tactical combat is innovative and best in class.“

### Auszeichnungen
Gewonnen
- Golden Geek Awards 2017: Best Cooperative Game
- Golden Geek Awards 2017: Best Solo Board Game
- Golden Geek Awards 2017: Best Strategy Board Game
- Golden Geek Awards 2017: Best Thematic Board Game
- Golden Geek Awards 2017: Most Innovative Board Game
- Golden Geek Awards 2017: Game of the Year
- Origins Awards 2018: Best Board Game
- Origins Awards 2018: Game of the Year
- Scelto dai Goblin 2018: Goblin Magnifico
- SXSW Gaming Awards 2018: Tabletop Game of the Year

Nominiert
- Dragon Awards 2017: Best Science Fiction or Fantasy Board Game
- Cardboard Republic Laurel Awards 2017
- Diana Jones Award for Excellence in Gaming Nominee 2017
- International Gamers Award 2017: General Strategy: Multi-player
- Meeples’ Choice 2017